# Жувентуде (Сал)
Футебул Клубе Жувентуде або просто «Жувентуде (Сал)» (порт. Futebol Clube Juventude) — професіональний кабовердійський футбольний клуб з міста Еспаргуш, на острові Сал.

## Історія
Клуб було засновано 26 лютого 1962 року в районі Морро-де-Курал в місті Еспаргуш на острові Сал. В 1999 році клуб вперше вийшов до національного чемпіонату. В 2010 році команда виграла Кубок острова Саль, завдяки чому отримала право виступати в Кубку Кабо-Верде.
Посаду президента клубу з 2015 року займає Давід Бріту, а тренер — Джуліану Сантуш, який тренував Вердун в сезоні 2014-15 років. 
Зараз команда виступає в Чемпіонаті острова Саль та Чемпіонаті Кабо-Верде.

## Досягнення
- Чемпіонат острова Сал: 4 перемоги

1989/90, 1990/91, 1998/99, 2011/12
- Кубок острова Сал з футболу: 1 перемога

2014

## Історія виступів у чемпіонатах та кубках

### Національний чемпіонат
| Сезон | Див. | Міс. | Іг. | В | Н | П | ЗМ | ПМ | РМ | О  | Кубок | Примітки    | Плей-оф         |
| ----- | ---- | ---- | --- | - | - | - | -- | -- | -- | -- | ----- | ----------- | --------------- |
| 1999  | 1A   | 2    | 6   | 3 | 1 | 2 | 9  | 11 | -2 | 10 |       | Не пробився | Не брали участі |
| 2012  | 1A   | 3    | 5   | 2 | 2 | 1 | 8  | 9  | -1 | 8  |       | Не пробився | Не брали участі |

### Чемпіонат острова
| Сезон   | Див. | Міс. | Іг. | В | Н | П | ЗМ | ПМ | РМ  | О  | Кубок      | Суперкубок | Примітки                          |
| ------- | ---- | ---- | --- | - | - | - | -- | -- | --- | -- | ---------- | ---------- | --------------------------------- |
| 2011-12 | 2    | 1    | -   | - | - | - | -  | -  | -   | -  |            |            | Вихід до національного Чемпіонату |
| 2013-14 | 2    | 6    | 10  | 2 | 0 | 8 | 7  | 22 | -15 | 6  | Переможець |            |                                   |
| 2014-15 | 2    | 5    | 10  | 3 | 3 | 4 | 11 | 14 | -4  | 12 |            |            |                                   |

## Президенти
- Нельсон Фігейреду (до 2015 року)
- Давід Бріту (з 2015 року)